# Nils Strindberg

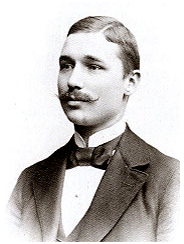
Nils Strindberg

Nils Strindberg (1872–1897) foi um estudante e fotógrafo sueco, conhecido como um dos três integrantes da fracassada expedição polar de S. A. Andrée de 1897. Antes de perecer em Kvitøya com S. A. Andrée e Knut Frænkel, Strindberg registrou em filme a longa batalha do grupo para alcançar regiões habitadas. Quando os restos da expedição foram descobertos em 1930, cinco rolos de negativo foram encontrados, um deles ainda na câmera. O professor John Hertzberg, do Instituto Real de Tecnologia de Estocolmo, foi capaz de salvar 93 das 240 fotografias, e uma seleção delas foi publicada em conjunto com os diários da expedição no livro Med Örnen mot Polen, que credita os exploradores como autores póstumos. Em um artigo de 2004, o pesquisador Tyrone Martinsson publicou versões digitalmente melhoradas das fotografias de Strindberg, lamentando o descaso com os quais os negativos originais foram armazenados a partir de 1944.
O diário "taquigráfico" de Strindberg escrito durante a expedição traz mensagens para sua noiva, Anna Charlier, fornecendo também uma visão mais pessoal dos eventos do que os relatos de Andrée.
O corpo de Strindberg e dos outros dois exploradores foram repatriados para a Suécia para um funeral com honras. Após a cremação, suas cinzas foram enterradas juntas no cemitério Norra begravningsplatsen em Estocolmo.